# Aeroportul Arvidsjaur
Aeroportul Arvidsjaur (IATA: AJR, ICAO: ESNX) este un aeroport din Comuna Arvidsjaur, Norrbottens län, Suedia ce deservește zona Comuna Arvidsjaur. Aeroportul a fost tranzitat în 2022 de 48.470 de pasageri. A fost deschis în 1990.
Situat la o altitudine de 379 m, aeroportul dispune de 1 pistă.

## Infrastructură

### Piste
Aeroportul dispune de o singură pistă. Pista 12/30 are suprafața de asfalt și dimensiunile 2.500 m × 45 m. 